# Tatiana Woollaston
Tatiana Woollaston (belarussisch Таццяна Вуластан ‚Tazzjana Wulastan‘; * 8. November 1986 in Pinsk, Sowjetunion, heute Belarus, als Tazzjana Tartschyla, belarussisch Тарчыла) ist eine belarussische Profischiedsrichterin der Billardvariante Snooker.

## Leben
2008 begann Tatiana Woollaston als Schiedsrichterin bei Amateurturnieren ihre Schiedsrichterkarriere. Sie qualifizierte sich weiter und arbeitete 2009 bei der U19-Europameisterschaft in Russland erstmals bei einem internationalen Turnier der EBSA. Bei diesem Wettbewerb spielte Luca Brecel erstmals ein Century Break in einem von Woollaston geleiteten Spiel.
2010 bekam sie beim Paul Hunter Classic ihren ersten Einsatz bei einem Turnier der professionellen Players-Tour-Championship-Serie; noch im selben Jahr leitete sie beim Prague Classic ein Halbfinale. Seitdem ist sie eine reguläre Schiedsrichterin der World Snooker Tour. Beim Paul Hunter Classic 2011 leitete sie mit der Partie Ken Doherty gegen Passakorn Suwannawat ihr erstes im Fernsehen übertragenes Spiel und beim gleichen Turnier 2015 ihr erstes Finale bei einem Profiturnier. 2019 folgte beim Riga Masters ihr erstes Finale bei einem vollen Ranglistenturnier und 2022 mit den Welsh Open und English Open zwei weitere Endspiele. Seit 2020 ist sie Mitglied des Schiedsrichterteams der Snookerweltmeisterschaft.
Bei den English Open 2016 leitete Woollaston ihr erstes Maximum Break, bei der Weltmeisterschaft 2025 ihr zweites.
In einem Interview, das sie zusammen mit ihrem Schiedsrichterkollegen Greg Coniglio gab, führte sie aus, dass Schiedsrichter dann am besten sind, wenn sie (vom Publikum und der Presse) nicht wahrgenommen werden, Schiedsrichter aber einen schwereren Job als die Spieler hätten, weil sie zu 100 % der Zeit konzentriert sein müssten, selbst wenn scheinbar nichts Wichtiges abläuft. Das bedürfe eines sehr großen Stehvermögen. Zudem dürfe sie keine Schwächen zeigen, weil sie sonst von den Spielern langfristig nicht ernst genommen würde.

## Privates
Sie ist seit 2011 mit dem Snookerspieler Ben Woollaston verheiratet, den sie bei den Paul Hunter Classic in Fürth 2010 kennenlernte. Mit ihm hat sie zwei Kinder. Tatiana Woollaston darf offizielle Spiele ihres Mannes nicht leiten.

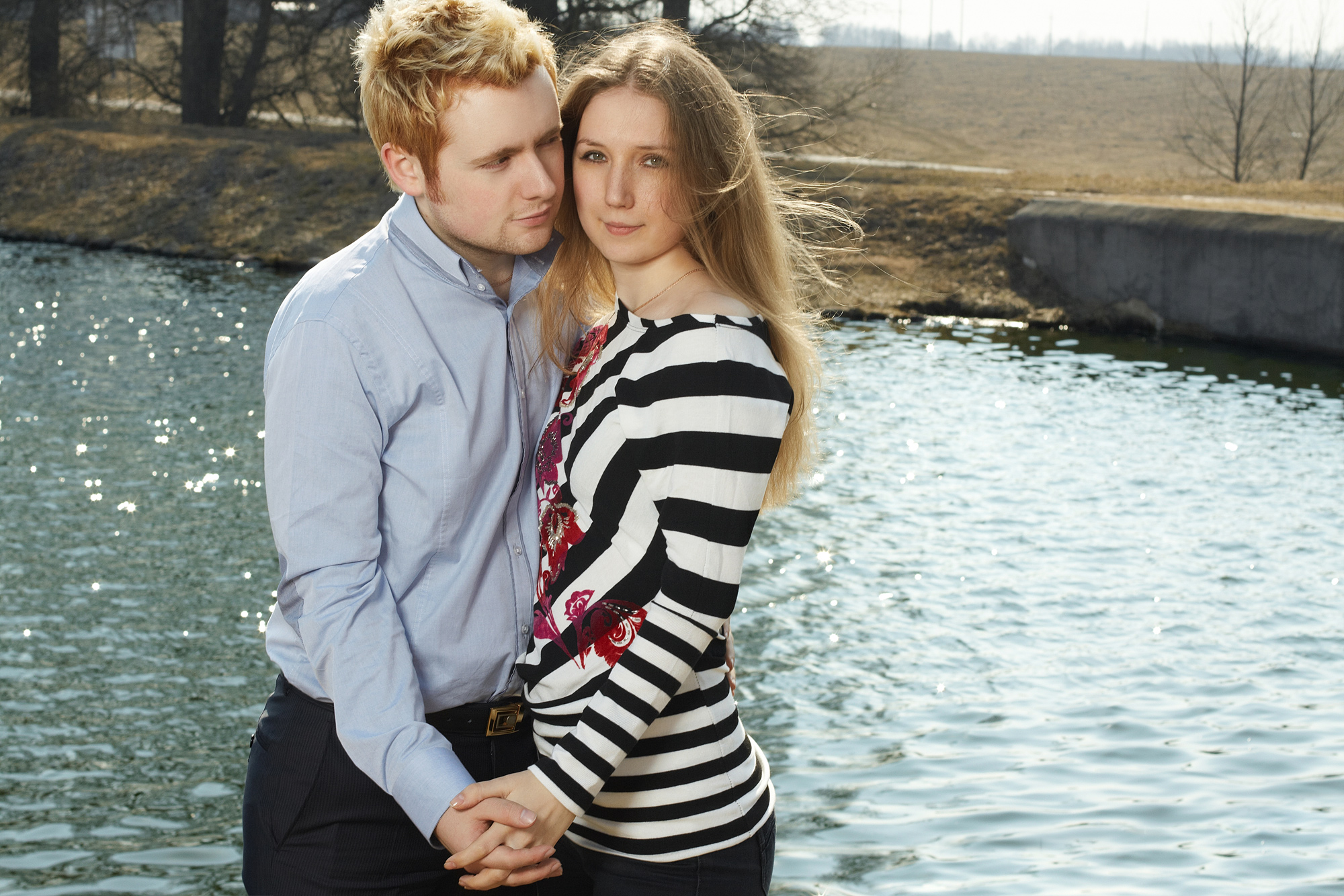
Tatiana und Ben Woollaston

## Geleitete Finale

### Minor-Ranking-Turniere
- Paul Hunter Classic 2015

### Ranglistenturniere
- Riga Masters 2019
- English Open 2022
- Snooker Shoot-Out 2022
- Welsh Open 2022
- British Open 2023
- German Masters 2024
- UK Championship 2024

### Einladungsturniere
- World Masters of Snooker 2024